# Christopher Larkin (compositor)
Christopher Larkin es un compositor de música para videojuegos, cine y televisión; y es mayormente conocido por su trabajo en Hollow Knight y su futura secuela Hollow Knight: Silksong . Algunas de sus otras obras incluyen Pac-Man 256, Outfolded, TOHU y Hacknet.

## Premios
- Mejor diseño de sonido en los premios South Australian Screen Awards 2016[1]
- Mejor composición en los premios South Australian Screen Awards 2015[2]
- ASSG Awards Mejor sonido para medios interactivos 2017[3]